# Le chiavi del regno
Le Chiavi del Regno (The Keys of the Kingdom) è un romanzo di A. J. Cronin del 1941.

## Trama
Si narra la storia, che si snoda per sei decenni, di Padre Francis Chisholm, un anticonformista prete scozzese che fonda, fra mille difficoltà, una missione cattolica in Cina. Segnata da una tragedia giovanile, la sua vita è duramente punteggiata da carestie, epidemie e guerre che affliggono la provincia cinese a cui è stato assegnato. Attraverso il suo esempio morale riesce a conquistare il rispetto dei cinesi e dei suoi collaboratori, grazie ai suoi modi gentili e coraggiosi, vincendo l'incomprensione e l'iniziale diffidenza verso un occidentale.

## Al cinema
Nel 1944 dall'opera fu tratto il film Le chiavi del paradiso con Gregory Peck che per questa interpretazione ricevette la sua prima nomination al premio Oscar.

## Edizioni italiane
- Le Chiavi del Regno, traduzione di Andrea Damiano, Collana Piramide n.3, Milano, Aldo Martello Editore, 1946. - Collana I Libri del Pavone nn.277-278, Milano, Mondadori, 1962; Collana Oscar settimanali n.21, Mondadori, 1965.
- Le chiavi del Regno, traduzione di Tullio Dobner, Milano, Bompiani, 1977-2023.